# 夹沟镇 (淮南市)
夹沟乡，是中华人民共和国安徽省淮南市潘集区下辖的一个乡镇级行政单位。

## 行政区划
夹沟乡下辖以下地区：
王咀村、陈集村、转塘村、蔡郢村、刘集村、东王村、鸽笼村、老庙村、华李村、庙前村、夹沟村、林场村、北武村、新集村和薛集村。